# Entremont-le-Vieux
Entremont-le-Vieux ist eine französische Gemeinde mit 646 Einwohnern (Stand: 1. Januar 2022) im Département Savoie in der Region Auvergne-Rhône-Alpes. Sie gehört zum Kanton Le Pont-de-Beauvoisin im Arrondissement Chambéry und ist Mitglied im Gemeindeverband Cœur de Chartreuse. Die Einwohner werden Entremondants genannt.

## Geographie
Entremont-le-Vieux liegt etwa 16 Kilometer südsüdwestlich von Chambéry im Chartreuse-Gebirge. Nachbargemeinden von Entremont-le-Vieux sind Saint-Cassin im Norden, Apremont im Nordosten, Chapareillan im Osten, Sainte-Marie-du-Mont im Südosten, Saint-Pierre-d’Entremont im Süden, Corbel im Südwesten, Saint-Jean-de-Couz im Westen sowie Saint-Thibaud-de-Couz im Westen und Nordwesten.

## Weblinks

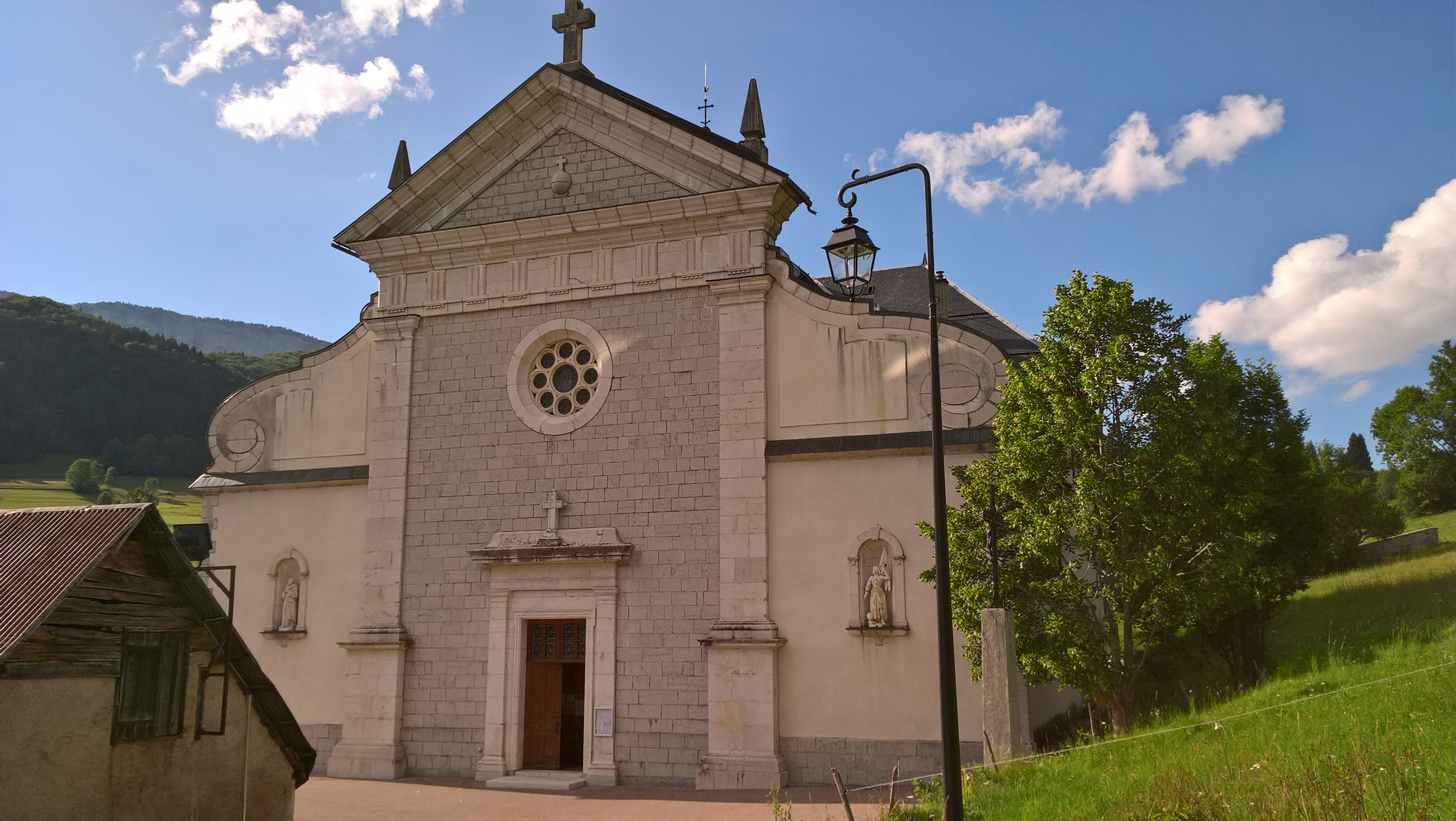
Kirche Notre-Dame

## Bevölkerungsentwicklung
| Jahr                       | 1962 | 1968 | 1975 | 1982 | 1990 | 1999 | 2006 | 2013 |
| -------------------------- | ---- | ---- | ---- | ---- | ---- | ---- | ---- | ---- |
| Einwohner                  | 542  | 495  | 424  | 416  | 444  | 517  | 574  | 653  |
| Quellen: Cassini und INSEE |      |      |      |      |      |      |      |      |

## Sehenswürdigkeiten
- Kirche Notre-Dame
- Kavernenmuseum